# 陳達毅
陈达毅（英語：Tahith Chong，1999年12月4日—），荷蘭華裔職業足球員，司職翼鋒，目前效力於英超球會卢顿。曾經代表荷蘭各級青年隊上陣，由於其華裔身份，受到不少華文媒體關注。
2020年夏季轉會窗他被曼聯外借到德甲的雲達不來梅，在德甲联赛出场13次，德国杯出场2次。2021年冬季轉會窗的時候他比曼聯再外借到比甲的布魯日，首次在聯賽上陣就獲得了一個助攻。

## 华人血统
陳達毅的外曾祖父、江门新会人陈有（Chong Yow）在1940年于30岁时乘船离开中国，经荷属安的列斯抵达庫拉索。陈有在威廉斯塔德定居并开设一家中餐厅。他后来娶了一位当地少女为妻，先后生下长子陈国友（Chong Kok Yow）、二女Helen、三子Irving、四子陈富秀（Chong Fook Shau）、五子陈英光（Chong Ying Kong）、六子Jeritza。陈富秀有两个女儿Dicla和Izalda，后者为陈达毅的母亲。

## 中文姓名
陳達毅长期以来被华文媒体根据其原名翻译为「鍾塔西」、「鍾達希」。经中国的海外华人家世研究人士Jallo_Tang考究及向球员本人和家属证实，其中文姓氏应为陈。陳達毅原本无中文名字，他和母亲Izalda Chong根据Jallo_Tang提供的参考译名，选定了陳達毅为正式的中文姓名。

## 榮譽
布鲁日
- 比甲冠軍 : 2020–21[4]

## 外部連結
- Profile （页面存档备份，存于） 於曼聯網
- Ons Oranje U20 Profile （页面存档备份，存于）
- Ons Oranje U19 Profile （页面存档备份，存于）